# الساعدية
الساعدية هي قرية عراقية تقع في محافظة الأنبار جنوب غربي الرمادي.
تنقسم القرية إلى خمسة أحياء رئيسة وتحيط بها الصحراء، ويقدر عدد سكان القرية بأثني عشر ألف وثلاث مئة وخمسين نسمة.